# Бальнеолечебница

Саратовская бальнеологическая лечебница

Бальнеолече́бница (лат. balneum — ванна, купание); также употребляется термин водолече́бница — лечебно-профилактическое учреждение, либо специализированное отделение в медицинском или санаторно-курортном учреждении, специализирующееся на проведении бальнеотерапии (водных процедур: душей, ванн, промываний, орошений, ингаляций и др.) с использованием природных минеральных вод (морские, нарзанные, радоновые, йодобромные ванны), искусственных минеральных вод и пресной воды (жемчужные ванны, ванны с экстрактами растений, аромаслами и др.).